# 黃廷宣
黄廷宣（？—？年），字汝为，號東村，福建兴化府莆田縣人，民籍。明朝政治人物，正德庚午解元，甲戌進士，累官廣東僉事。

## 生平
正德五年（1510年）庚午科福建乡试第一名舉人（解元），九年（1514年）甲戌科二甲第四十五名進士，授太仓州知州，升建昌府同知，嘉靖四年（1525年）五月官广东按察司佥事，五年正月考察去职。著有《东村遗稿》二卷。

## 家族
曾祖黃澍；祖父黃甘霖；父黃德卿，母鄭氏。弟廷义、廷礼、廷用、廷良、廷本、廷修、廷陈、廷纪。
弟黄廷用，字汝行，号少村，累官工部右侍郎。